# 蘇恩
蘇恩（1483年—1539年），字從仁，號一斋，南直隶松江府華亭縣人，明朝政治人物。

## 生平
治《詩經》，行一，由國子生中式弘治十七年（1504年）甲子科應天府鄉試第八十三名舉人，年二十六歲中式正德三年（1508年）戊辰科會試第二百六十二名，第三甲第一百四十一名進士。初授浙江秀水县知县，八年六月选授贵州道試御史，九年九月以母老請终养。後起复湖广道御史，正德十六年巡按四川。嘉靖五年（1526年）巡按廣東，六年九月署都察院事兵部左侍郎张璁考察各道不职御史，以不谙宪体取回别用。嘉靖十八年（1539年）八月十二日卒于家，享年五十七岁。

## 家族
曾祖蘇浩。祖父蘇俊。父蘇謹，省祭官。母薛氏。慈侍下，弟惠、憲、懋、忠、恕、慤。有四子：苏克柔，苏克厚，苏克恭（早卒），苏克温。